# Сыромятнический проезд
Сыромя́тнический прое́зд — улица в центре Москвы в Басманном районе между железнодорожной линией Курского направления МЖД и Сыромятнической набережной.

## Происхождение названия
Ранее назывался Хлудовский переулок. В нём находятся строения комплекса благотворительных учреждений, связанных с фамилией Герасима Ивановича Хлудова (1821—1885), почётного гражданина Москвы. Переименован в 1954 году по расположению на месте существовавшей в XVII веке Сыромятнической слободы. Эта местность до сих пор  сохраняет неофициальное название Сыромятники.

## Описание

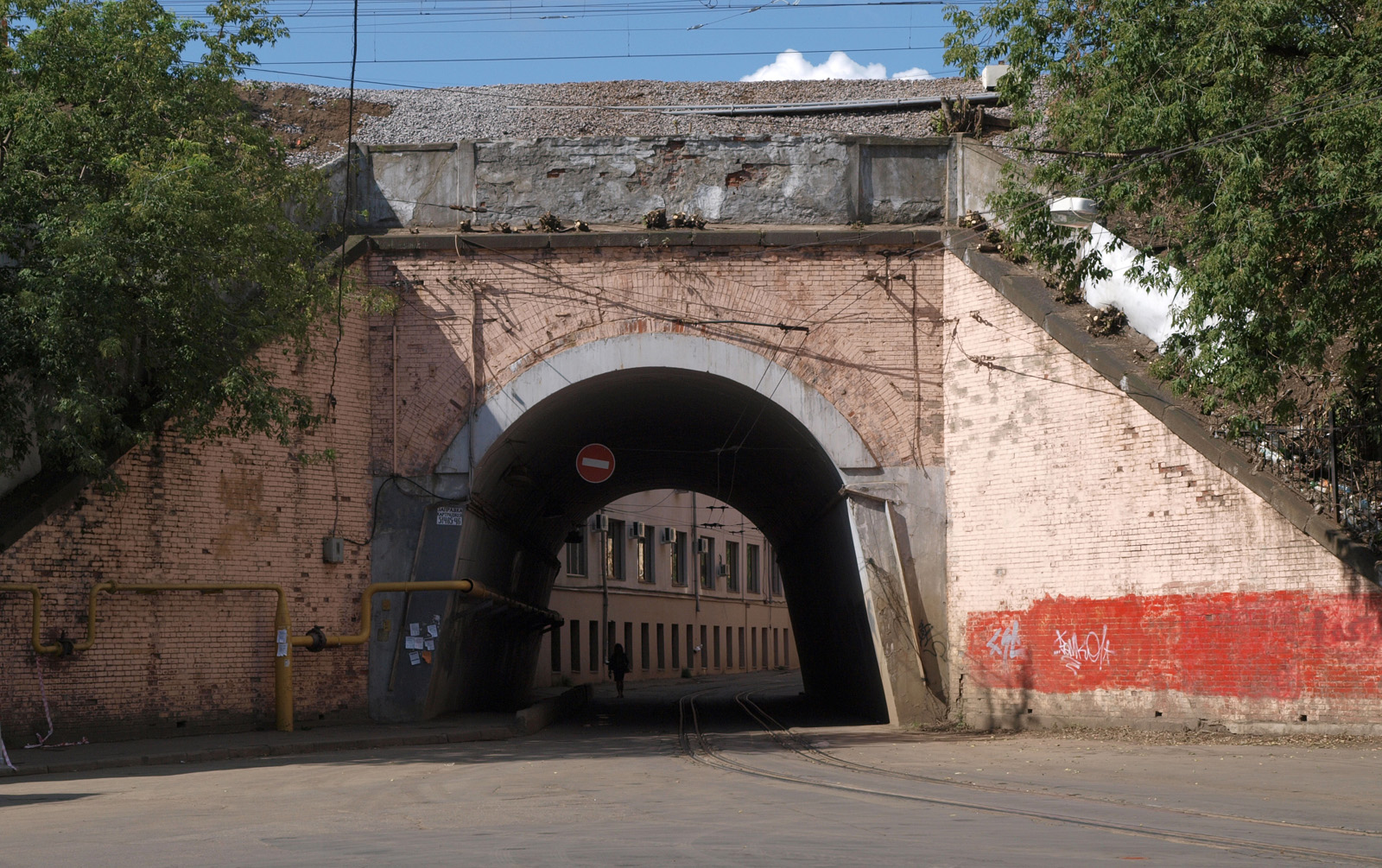
Тоннель под железнодорожными путями в начале Сыромятнического проезда. Вид на Большой Полуярославский переулок

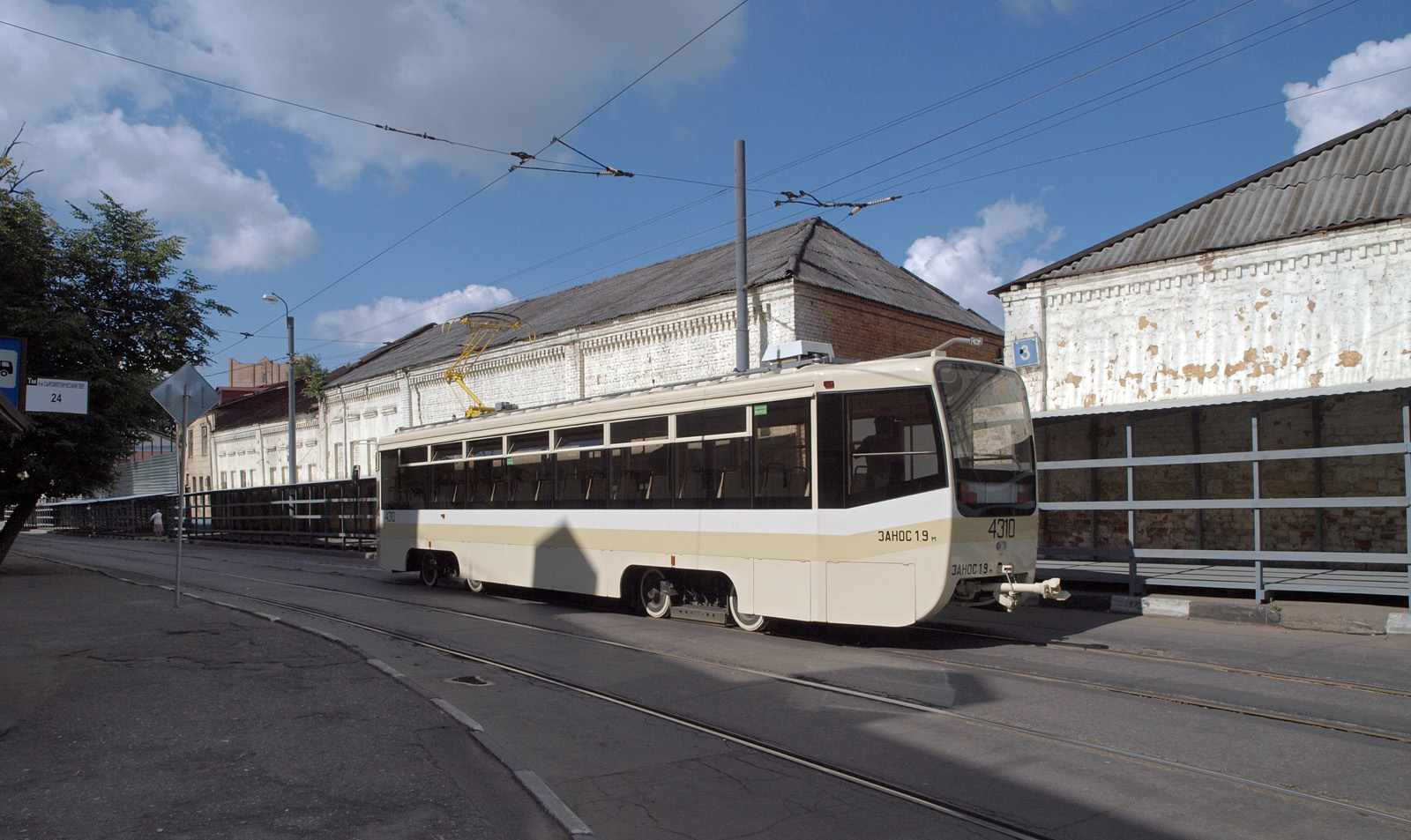
Трамвай на Сыромятническом проезде

Сыромятнический проезд начинается вместе с Нижней Сыромятнической улицей непосредственно у тоннеля под железнодорожными путями Курского направления и Малого кольца МЖД, который соединяет оба переулка с Большим Полуярославским переулком. Проходит дугой на северо-восток, слева к нему примыкает 4-й Сыромятнический переулок, после чего выходит на Сыромятническую набережную.

## Здания и сооружения
По чётной стороне:

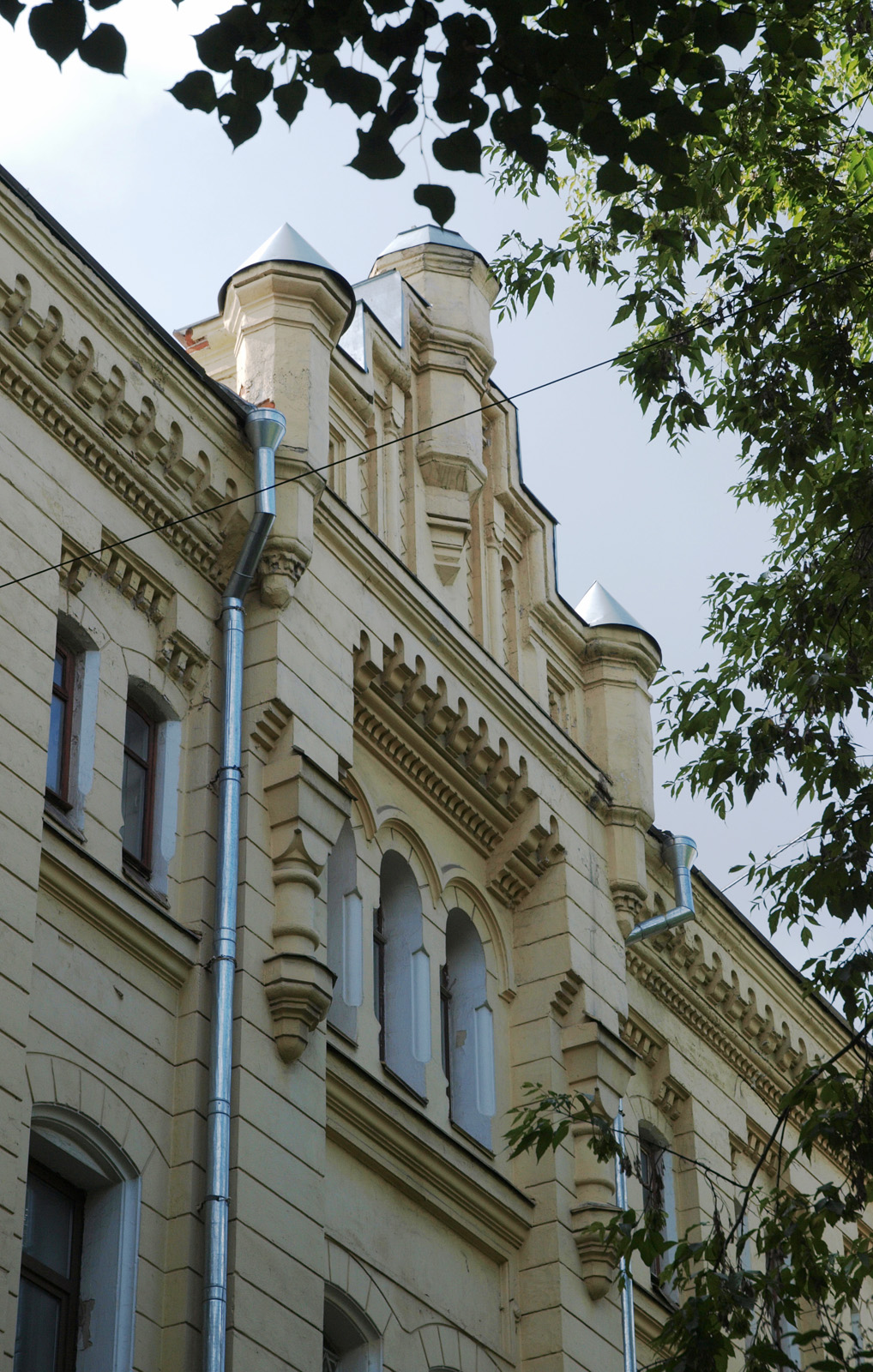
№ 6. Хлудовская богадельня.

- № 4 — 8 — Ансамбль дома призрения бедных имени Г. И. Хлудова (в основе городская усадьба XVIII — нач. XIX вв.):
  - № 4, стр. 1 — Богадельня (кон. XVIII в., 1817—1821 гг.; 1887 г.; 1895—1897 гг.);
  - № 4, стр. 2 — Дом бесплатных квартир с ремесленным училищем имени Прохоровых (1899);
  - № 6, стр. 1 — Дом призрения с домовой церковью Преподобного Герасима Иорданского (XVIII в.; 1817—1821 гг.; 1890-е, архитектор Б. В. Фрейденберг), ныне — АО «НТЦ Промтехаэро»;
  - № 8 — Начальное училище имени Востряковых (дом призрения бедных Г. И. Хлудова) (кон. XVIII в.; 1817—1821 гг.; 1893, архитектор Б. В. Фрейденберг, 1897, архитектор Л. Н. Кекушев — ремесленное училище и часовня (не сохранилась).

## Транспорт
По переулку проходят трамвайные маршруты Б, 24.